# 现任陕西省地级行政区行政长官列表

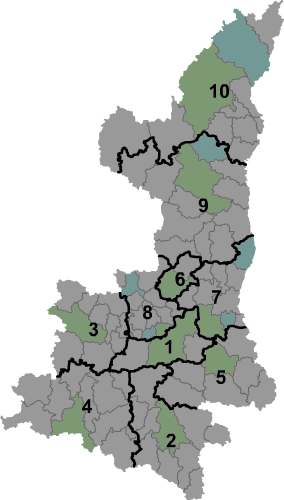
以陕西省地級行政區來劃分，
具體請見：「陕西省」條目，
「行政區劃」章節

本列表列出中華人民共和國陕西省10個地級行政區的現任人民政府市長。該省的1個副省級市、9個地級市的人民政府市長均由唯一執政黨中國共產黨的黨員出任，是該市政治建制內，僅次於中共該市委員會書記的「二把手」，而且此職由該市黨委排名第一的副書記擔任成了一種趨勢。
現任地級行政區行政首長之中，任职时间最长的是渭南市人民政府市长陈晓勇，自2021年6月28日起任职，迄今3年8个月；任职时间最短的则是西安市人民政府市长叶牛平，自2023年4月4日起任职，迄今1年11个月。

## 副省級市人民政府市長
| 副省級市人民政府 （历任市长） | 市长   | 上任日期 （任职时间）      | 出生年月            | 信息源 |
| ----------------------------- | ------ | -------------------------- | ------------------- | ------ |
| 西安市人民政府 （市长列表）   | 叶牛平 | 2023年4月4日 （1年11个月） | 1967年12月 （57歲） | [ 1 ]  |

## 地級市人民政府市長
| 地級市人民政府 （历任市长） | 市长   | 上任日期 （任职时间）       | 出生年月            | 信息源 |
| --------------------------- | ------ | --------------------------- | ------------------- | ------ |
| 宝鸡市人民政府 （市长列表） | 王勇   | 2022年3月11日 （3年）       | 1974年2月 （51歲）  | [ 2 ]  |
| 咸阳市人民政府 （市长列表） | 冷劲松 | 2022年3月12日 （3年）       | 1973年11月 （51歲） | [ 3 ]  |
| 铜川市人民政府 （市长列表） | 郝光耀 | 2022年3月9日 （3年）        | 1971年9月 （53歲）  | [ 4 ]  |
| 渭南市人民政府 （市长列表） | 陈晓勇 | 2021年6月28日 （3年8个月）  | 1971年7月 （53歲）  | [ 5 ]  |
| 延安市人民政府 （市长列表） | 严汉平 | 2022年3月4日 （3年）        | 1974年11月 （50歲） | [ 6 ]  |
| 榆林市人民政府 （市长列表） | 张胜利 | 2021年8月23日 （3年6个月）  | 1972年12月 （52歲） | [ 7 ]  |
| 汉中市人民政府 （市长列表） | 王建平 | 2023年3月29日 （1年11个月） | 1972年10月 （52歲） | [ 8 ]  |
| 安康市人民政府 （市长列表） | 王浩   | 2022年5月7日 （2年10个月）  | 1975年6月 （49歲）  | [ 9 ]  |
| 商洛市人民政府 （市长列表） | 王青峰 | 2021年8月27日 （3年6个月）  | 1968年7月 （56歲）  | [ 10 ] |